# Titsonobolus uncopygus
Titsonobolus uncopygus är en mångfotingart som beskrevs av Chamberlin 1920. Titsonobolus uncopygus ingår i släktet Titsonobolus och familjen Pachybolidae. Inga underarter finns listade i Catalogue of Life.